# Liu Xiaobo
Acesta este un nume chinezesc; numele de familie este Liu.
Liu Xiaobo (chineză: 刘晓波); n. 28 decembrie 1955, Changchun, Republica Populară Chineză – d. 13 iulie 2017, Shenyang, Republica Populară Chineză) a fost un activist chinez pentru democrație și drepturile omului, căruia i s-a decernat Premiul Nobel pentru Pace pe anul 2010. A fost președintele centrului PEN din China între 2003-2007, iar ulterior membru al Consiliului de conducere.
Pe data de 8 decembrie 2008, Liu Xiaobo a fost deținut pentru participarea sa la mișcarea pentru democrație Carta 08. Arestarea oficială a avut loc pe data de 24 iunie 2009, fiind acuzat de  „incitare la subversiune a puterii de stat”. Procesul a avut loc pe 23 decembrie 2009, iar pe 25 decembrie 2009 a primit o sentință de 11 ani închisoare și doi ani privare a drepturilor politice.

## Biografie
Liu Xiaobo s-a născut la Changchun, Jilin în 1955.
În 1982 a terminat Facultatea de literatură a Universității Jilin, iar în 1984 a obținut masteratul la Universitatea Normală Beijing.
După terminarea masteratului a lucrat la Universitatea Normală Beijing, unde apoi a obținut și doctoratul în 1988. A avut burse de studiu la Universitatea Columbia, SUA, Universitatea Oslo, Norvegia și la Universitatea Hawaii, SUA.
A fost căsătorit cu Liu Xia.

## Activitatea pentru drepturile omului
Liu a fost deținut, arestat și închis de mai multe ori pentru activitățile sale pentru democrație și drepturile omului în China.
În ianuarie 1991, a primit o sentință pentru „propagandă și incitare contrarevoluționară”, dar nu a fost închis. În octombrie 1996, a fost trimis la trei ani de reeducare prin muncă fiind acuzat de „tulburarea liniștii publice”. pentru faptul că a criticat Partidul Comunist Chinez.
Lupta lui pentru democrație și drepturile omului a fost recunoscută și pe plan internațional: în 2004, organizația Reporteri fără frontiere i-a dat „Premiul Fondation de France” ca apărător al libertăților presei.

## Carta 08, arestarea și procesul

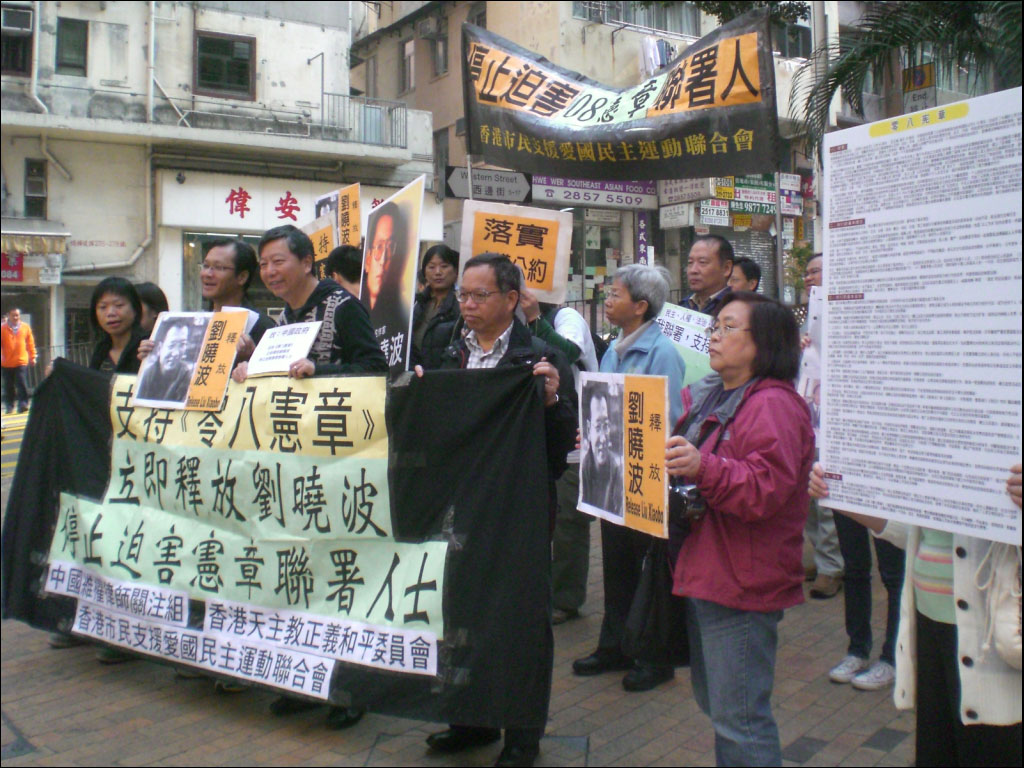
Protest la Hong Kong împotriva detenției lui Liu Xiaobo

Liu Xiaobo și încă vreo 300 de cetățeni chinezi au semnat Carta 08, un manifest publicat cu ocazia aniversării a 60 de ani a adoptării Declarației universale a drepturilor omului (10 decembrie 2008), scrisă în stilul Cartei 77 din Cehoslovacia. În ea se cere mai multă libertate de exprimare, respectarea drepturilor omului și alegeri libere. Până în mai 2009, Carta fusese semnată de peste 8.600 de chinezi.
Pe data de 8 decembrie 2008, cu două zile înainte de lansarea oficială a Cartei, Liu Xiaobo a fost luat de acasă de către poliție. Un alt semnatar al Cartei, Zhan Zuhua, a fost și el luat atunci de poliție. Conform lui Zhang, au fost deținuți fiind suspectați că încearcă să culeagă semnături pentru Cartă.
Liu a fost ținut în izolare, și nu i s-a permis să se întâlnească cu un avocat sau cu familia, singura concesie fiind permisiunea de a mânca prânzul cu soția, Liu Xia, în prezența a doi polițiști în ziua de Anul Nou 2009. pe 23 iunie 2009, procuratura a aprobat arestarea lui Liu pe baza acuzației de „suspiciune de incitare de subversiune a puterii de stat”, o crimă care cade sub incidența articolului 105 a Codului penal chinez.
Pe data de 1 decembrie 2009, poliția din Beijing a transferat cazul procuraturii de stat. Pe data de 10 decembrie 2009, procuratura l-a pus sub acuzație formală, trimițând avocaților lui documentele de acuzare. Procesul a avut loc pe 23 decembrie 2009 la Tribunalul Intermediar nr. 1 din Beijing. Soției nu i s-a permis să participe la proces, dar cumnatului lui i s-a permis. Diplomați din mai multe țări (SUA, Marea Britanie, Canada, Suedia, Australia și Noua Zeelandă), cărora nu li s-a permis să participe, au stat afară, în fața tribunalului, tot timpul procesului. Pe data de 25 decembrie 2009, după un proces care a durat mai puțin de trei ore, Liu Xiaobo a primit sentința de 11 ani închisoare și doi ani de privare a drepturilor politice.
SUA și Uniunea Europeană au cerut în mod formal eliberarea necondiționată a lui Liu.
Pe data de 24 mai 2010 a fost transferat la închisoarea Jinzhou din provincia Liaoning.
Nu i s-a permis de către autoritățile chinezești să călătorească la Oslo să participe la ceremonia de decernare a Premiului Nobel pentru Pace pe 2010 ca să-și ia în primire diploma și medalia.

## Scrieri
- Critica alegerii - Dialog cu Le Zehou[36]. Editura populară din Shanghai. 1987. ref stripmarker în |title= la poziția 38 (ajutor)
- Estetica și libertatea umană[37]. Editura Universității Normale din Bejiing. 1988. ref stripmarker în |title= la poziția 29 (ajutor)
- Mituri despre metafizică[38]. Editura populară din Shanghai. 1989. ref stripmarker în |title= la poziția 25 (ajutor)
- Dezbrăcat, să-l cunosc pe Dumnezeu[39]. Editura de literatură și artă "Timpul". 1989. ref stripmarker în |title= la poziția 35 (ajutor)
- Monolog: supraviețuitorii zilei de apoi[40]. Editura Timpul Taiwan. 1993. ref stripmarker în |title= la poziția 40 (ajutor)
- Politică și intelectuali contemporani în China[41]. Editura Tangshan Taiwan. 1990. ref stripmarker în |title= la poziția 47 (ajutor)
- Culegere de poeme de Liu Xiabo și Liu Xia[42]. Editura internațională Xiafeier Hong Kong. 2000. ref stripmarker în |title= la poziția 42 (ajutor)
- sub pseudonimul Lao Xia, în coautorat cu Wang Shuo (2000). O frumoasă mi l-a dat pe vino-ncoa[43]. Editura de literatură și artă Changjiang. ref stripmarker în |title= la poziția 35 (ajutor)
- Către națiunea care își înșală conștiința[44]. Editura Jieyou. 2002. ref stripmarker în |title= la poziția 42 (ajutor)
- Viitorul Chinei libere în viața noastră[45]. Editura reformei muncii. 2005. ref stripmarker în |title= la poziția 40 (ajutor)
- O singură lamă și o sabie toxică: Critică la naționalismul chinez contemporan[46]. Editura Boda. 2006. ref stripmarker în |title= la poziția 78 (ajutor)
- Prăbușirea unei mari națiuni: Memorandum chinez[47]. Cultura Yunchen. 2009. ref stripmarker în |title= la poziția 48 (ajutor)